# Monopeltis scalper
Monopeltis scalper är en ödleart som beskrevs av  Günther 1876. Monopeltis scalper ingår i släktet Monopeltis och familjen Amphisbaenidae.

## Underarter
Arten delas in i följande underarter:
- M. s. bulsi
- M. s. gerardi